# Торбов, Геннадий Андреевич
Геннадий Андреевич Торбов (род. 29 мая 1949 года) — российский военачальник, командующий 6-й армией ВВС и ПВО России, Заслуженный военный лётчик Российской Федерации, генерал-лейтенант.

## Биография
Геннадий Андреевич Торбов родился 29 мая 1949 года в городе Орехово-Зуево Московской области. После окончания средней школы поступил в 1967 году в
Харьковское высшее военное авиационное училище летчиков, которое окончил с золотой медалью в 1971 году. По окончании училища служил в истребительной авиации в Группе советских войск в Германии, в Центральной и Северной группах, в Закавказье и Белоруссии.
Окончил Военно-воздушную академию им. Ю. А. Гагарина. Служил на командных должностях ВВС. Командовал 239-й истребительной авиационной Барановичской Краснознамённой дивизией в Северной группе войск. Окончил Военную академию Генерального штаба Вооружённых Сил Российской Федерации.
В период с 2000 года по июнь 2005 года командовал 6-й армией ВВС и ПВО. Прошел все должности от летчика до командующего армией ВВС и ПВО.
Имеет квалификацию «Военный летчик-снайпер». Указом Президента РФ удостоен почетного звания «Заслуженный военный летчик Российской Федерации». Лауреат правительственной премии «За вклад в развитие Вооруженных Сил Российской Федерации». Член Общественного Совета при УФССП России по Ленинградской области.

## Награды
Награждён орденами «За службу Родине в Вооружённых Силах СССР» II-й и III-й степени, медалями.
Лауреат премия Правительства Российской Федерации за значительный вклад в развитие Военно-воздушных сил (17 декабря 2012) — за организацию и руководство строительством и развитием Военно-воздушных сил на соответствующих командных должностях.